# Agroferra
Agroferra byla firma ve Velkých Kunčicích u Moravské Ostravy, dnešní čtvrti Ostravy.

## Založení
Areál Agroferry, továrny hospodářských strojů, byl stavěn od roku 1920 v Kunčicích na místě vyhořelého cukrovaru, který založil Mořic Jan Nepomuk Saint-Genois roku 1860. Pozemky na výstavbu koupil zařizující komitét firmy Agroferra, továrny na orné nářadí akciová společnost v Kunčicích nad Ostravicí u Moravské Ostravy z důvodu, že byly rozloženy v blízkosti železniční trati. Až po roce se informace dostala do maďarského tisku.
První valná hromada firmy Agroferra, továrny na orné nářadí akciová společnost v Kunčicích nad Ostravicí u Moravské Ostravy se konala 27. června 1923 a bylo rozhodnuto o navýšení kapitálu. Dne 6. prosince 1924 bylo v rámci druhé emise vydáno 5 000 akcií v hodnotě 500 Kč. Akcie měla podobu dvojlistu o rozměrech cca 241 x 348 mm. Autorem grafického návrhu akcie byl František Vrobel. Na vydaných akciích je podpis Antonína Mikesky, který byl místopředsedou správní rady.

## Dění ve firmě
Firma se zabývala výrobou zemědělských strojů jako pluhy, brány, kultivátory a válce.  Dodávala také materiál pro výrobu nebo opravy železničních vozů jako železniční kola a také příslušenství železničního svršku. Vyšlo najevo, že mnohé zakázky byly získány nekalým způsobem. Ředitel Agroferry Jan Koucký byl obviněn za předávání úplatků v letech 1924 až 1933 v celkové výši 75 500 Kč dvěma úředníkům Ministerstva železnic a jednomu z ČSD. Jednalo se o dodávky železničních kol za 21 milionů Kč s vyčíslenou škodou 800 000 Kč. Obžalovaný vinu přiznal a hájil se tím, že plnil příkazy správní rady. Byl podmíněně odsouzen na čtyři měsíce těžkého žaláře. Jan Koucký byl ve vazbě v rámci vyšetřování tzv. pražcové aféry, konkrétně v kauze dodávek drezín pro ČSD. Propuštěn byl na kauci ve výši 50 000 Kč.
Kromě ČSD bylo odběratelem výrobků i Ministerstvo pošt a telegrafů.
Dále firma nabízela výrobu ocelových smaltovaných koupacích van, smaltovanou stavební litinu, kamna a provádění smaltování ve firemní smaltovně.
Firma pracovala na zakázkách místních dolů. Jedním z výrobků byly lanové kladky opatřené hvězdicí, která fixovala lano táhnoucí důlní vozíky.
V červenci 1928 zahájili slévači firmy stávku kvůli mzdovým požadavkům. Stávka byla vyřešena Svazem kovodělníků ve prospěch slévačů. Vedení podniku však nedodrželo sjednané navýšení mezd, a proto byla zahájena stávka všech zaměstnanců.
Dne 27. července 1929 byl vyloupen trezor firmy.

## 2. světová válka
V  roce 1940 byl Vítkovickými železárnami spadajícími do koncernu Reichswerke Hermann Göring zahájen výkup pozemků pro výstavbu Jižního závodu (Südbau). Prvním dokončeným objektem bylo šest hal na výrobu munice postavených od 3. února do prosince 1943. Po spuštění výroby munice bylo rozhodnuto, že k balení a expedici dalekonosných okřídlených střel budou využity prostory v areálu Agroferra. Tyto haly byly vzdáleny od areálu Agroferry 300 metrů.[zdroj?]
Dne 7. března 1942 byl umučen v Osvětimi správce firmy František Šprejnar.
V roce 1943 byla ulice procházející kolem areálu továrny pojmenována jako ulice Svářková, v roce 1945 jako ulice Dražického.

## Po válce
Po válce byla výroba zemědělských strojů obnovena. XX. řádná valná hromada akcionářů společnosti Agroferra, a.s. Kunčice nad Ostravicí se konala 3. července 1947 v prostorách Zemědělské banky v Praze.
Dne 28. dubna 1948 vyšel ve Sbírce zákonů zákon 114/1948 Sb. o znárodnění některých dalších průmyslových a jiných podniků a závodů a o úpravě některých poměrů znárodněných a národních podniků. Tento zákon byl retroaktivní, protože podniky byly znárodněny již k 1. lednu 1948. Teprve 27. června 1948 vyšla vyhláška 1254/1948 Ú.l.I o znárodnění podniků podle zákona č. 114/1948 Sb., která znárodněné podniky jmenovitě uvádí. V oddíle B této vyhlášky je uvedena akciová společnost Agroferra.
V roce 1949 přinesly noviny zprávu o prosperitě Agroffery. Za půl roku byla vydána Vyhláška č. 2317 ministra průmyslu, podle které se začlenila majetková podstata národního podniku Ferrum, závod Ostrava (bývalá Agroferra) do Vítkovických železáren Klementa Gottwalda.
Po únoru 1948 bylo rozhodnuto o rozšíření výstavby Jižního závodu. Začala výstavba hutního kombinátu, který ke svému provozu vyžadoval zřízení několika železničních vleček a rozšíření seřaďovacího nádraží. Areál Agroffery stál na místě těchto zamýšlených železničních staveb a byl proto v roce 1951 zbourán. Sousední hutní kombinát získal nezávislost na Vítkovických železárnách a vznikl národní podnik Nová huť Klementa Gottwalda. Podle delimitační smlouvy byly na NHKG převedeny pozemky, jež vlastnily VŽKG na pravém břehu řeky Ostravice — na katastrech obcí Kunčic, Kunčiček, Bartovic, Vratimova — kromě pozemků bývalé Agroferry, které byly převedeny na ČSD, aby mohly rozšířit železniční stanici Ostrava-Kunčice.